# Lettische Bischofskonferenz

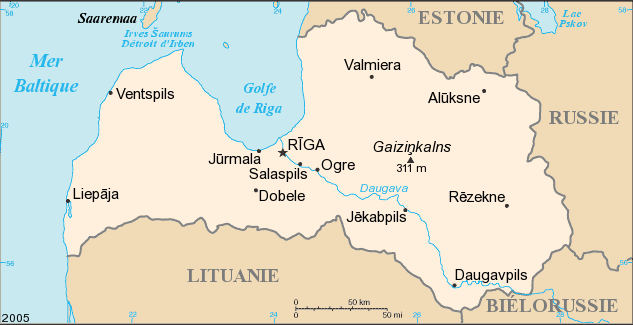
Lettland

Die Lettische Bischofskonferenz (lettisch Latvijas Bīskapu Konference) ist die nationale römisch-katholische Bischofskonferenz der Bischöfe in Lettland und ist oberstes Organ der römisch-katholischen Kirche in Lettland. Sie hat ihren Sitz in Riga und ist Mitglied im Rat der europäischen Bischofskonferenzen (CCEE) sowie der Kommission der Bischofskonferenzen der Europäischen Gemeinschaft (COMECE).
Sie wurde als Koordinationsstelle der lettischen Bischöfe am 15. November 1997 gegründet und hielt ihre erste und konstituierende Versammlung am 29. Juni 1998, beginnend mit einem Pontifikalamt in der Basilika Mariä Himmelfahrt von Aglona, ab. Ihr erster Präsident wurde Jānis Kardinal Pujats, Erzbischof von Riga. Sein Nachfolger wurde 2011 Jānis Bulis, Bischof von Rēzekne-Aglona.
Die Statuten, die Struktur und die Arbeitsweise der Bischofskonferenz basieren auf den Dokumenten des Zweiten Vatikanischen Konzils und sind niedergelegt im Codex Iuris Canonici (CIC) von 1983 (canones 447–459). Mitglieder sind derzeit:
- Jānis Bulis (Präsident), Bischof von Rēzekne-Aglona
- Zbigņevs Stankevičs, Erzbischof von Riga
- Edvards Pavlovskis, emeritierter Bischof von Jelgava
- Viktors Stulpins, Bischof von Liepāja